# فهرست ایرانیان برنده و نامزد جایزه اسکار
این فهرستی از ایرانیان برنده و نامزد جایزه اسکار است. این فهرست جزئیات عملکرد فیلمسازان، بازیگران مرد، بازیگران زن و فیلمهای ایرانی را که یا ارسال و معرفی یا برنده جایزه اسکار شده‌اند را، نشان می‌دهد.

## جایزه‌ها و نامزدی‌ها
| سال          | نامزد(ها)/دریافت‌کننده(ها)  | فیلم                | دسته                       | نتیجه    | توضیح                          | م. |
| ------------ | -------------------------- | ------------------- | -------------------------- | -------- | ------------------------------ | -- |
| ۱۹۷۰ (۴۳مین) | ری آقایان                  | گلی، گلی            | بهترین طراحی لباس          | نامزدشده |                                |    |
| ۱۹۷۳ (۴۶مین) | ری آقایان                  | بانو بلوز می‌خواند   | بهترین طراحی لباس          | نامزدشده |                                |    |
| ۱۹۷۶ (۴۹مین) | ری آقایان                  | بانوی خنده‌دار       | بهترین طراحی لباس          | نامزدشده |                                |    |
| ۱۹۷۸ (۵۱مین) | آلبر لاموریس               | باد صبا             | بهترین فیلم مستند          | نامزدشده |                                |    |
| ۱۹۷۸ (۵۱مین) | رنی                        | کاروان‌ها            | بهترین طراحی لباس          | نامزدشده |                                |    |
| ۱۹۹۶ (۶۹مین) | داریوش خنجی                | اویتا               | بهترین فیلم‌برداری          | نامزدشده |                                |    |
| ۱۹۹۶ (۶۹مین) | حبیب زرگرپور               | گردباد              | بهترین جلوه‌های تصویری      | نامزدشده |                                |    |
| ۱۹۹۷ (۷۰مین) | حسین امینی                 | بال‌های کبوتر        | بهترین فیلم‌نامه اقتباسی    | نامزدشده |                                |    |
| ۱۹۹۸ (۷۱مین) | مجید مجیدی                 | بچه‌های آسمان        | بهترین فیلم بین‌المللی      | نامزدشده |                                |    |
| ۱۹۹۹ (۷۲مین) | مهدی نوروزیان              | کشتن جو             | بهترین فیلم کوتاه          | نامزدشده |                                |    |
| ۲۰۰۰ (۷۳مین) | حبیب زرگرپور               | کاملاً طوفانی        | بهترین جلوه‌های تصویری      | نامزدشده |                                |    |
| ۲۰۰۳ (۷۶مین) | شهره آغداشلو               | خانه‌ای از شن و مه   | بهترین بازیگر نقش مکمل زن  | نامزدشده |                                |    |
| ۲۰۰۶ (۷۹مین) | کامی عسگر                  | آپوکالیپتو          | بهترین تدوین صدا           | نامزدشده |                                |    |
| ۲۰۰۷ (۸۰مین) | مرجان ساتراپی              | پرسپولیس            | بهترین فیلم پویانمایی      | نامزدشده |                                |    |
| ۲۰۰۹ (۸۲مین) | عمود مخبری                 | اختاپودی            | بهترین پویانمایی کوتاه     | نامزدشده |                                |    |
| ۲۰۱۱ (۸۴مین) | اصغر فرهادی                | جدایی نادر از سیمین | بهترین فیلم بین‌المللی      | برنده    | نخستین فیلم ایرانی برندهٔ اسکار |    |
| ۲۰۱۱ (۸۴مین) | اصغر فرهادی                | جدایی نادر از سیمین | بهترین فیلم‌نامه غیراقتباسی | نامزدشده |                                |    |
| ۲۰۱۲ (۸۵مین) | تلخون حمزوی                | پروانه              | بهترین فیلم کوتاه          | نامزدشده |                                |    |
| ۲۰۱۶ (۸۹مین) | اصغر فرهادی                | فروشنده             | بهترین فیلم بین‌المللی      | برنده    |                                |    |
| ۲۰۱۸ (۹۱مین) | رایکا زهتابچی              | پریود. ختم کلام.    | بهترین فیلم مستند کوتاه    | برنده    |                                |    |
| ۲۰۲۴ (۹۶مین) | یگانه مقدم                 | یونیفرم ما          | بهترین پویانمایی کوتاه     | نامزدشده |                                |    |
| ۲۰۲۵ (۹۷مین) | شیرین سوهانی و حسین ملایمی | در سایه سرو         | بهترین پویانمایی کوتاه     | برنده    |                                |    |
| ۲۰۲۵ (۹۷مین) | محمد رسول‌اف                | دانه‌ی انجیر معابد   | بهترین فیلم بین‌المللی      | نامزدشده | به نمایندگی از آلمان           |    |

## جوایز ویژه
| سال          | نامزد(ها)/دریافت‌کننده(ها) | فیلم              | دسته                      | نتیجه    | م.    |
| ------------ | ------------------------- | ----------------- | ------------------------- | -------- | ----- |
| ۲۰۲۲ (۴۹مین) | سید محسن پورمحسنی شکیب    | پوتین (پویانمایی) | بهترین پویانمایی دانشجویی | نامزدشده | [ ۱ ] |